# Brian Vaughan
Brian Keller Vaughan (Cleveland, 15 marzo 1976) è un fumettista e sceneggiatore statunitense.

## Carriera
È stato nominato per l'Harvey e per l'Eisner Award, è co-creatore di molte serie di successo, tra cui Y - L'ultimo uomo, Runaways ed Ex Machina. Iniziò a scrivere fumetti già mentre frequentava l'università a New York; il primo fumetto che Vaughan pubblicò fu Cable n. 43 (Marvel Comics). Vaughan ha lavorato con la maggior parte dei personaggi sia della DC Comics che della Marvel, inclusi Batman e gli X-Men. Ha anche scritto, in passato, sceneggiature e soggetti teatrali, dedicandosi per lo più a commedie; è del 2003 la sua prima sceneggiatura per On the Road for Christmas, un corto animato di 5 minuti. Si era parlato di un suo coinvolgimento, poi non concretizzato, nella stesura della sceneggiatura del film Ex Machina, tratto dal suo omonimo fumetto.
Dal 2012 lavora alla serie a fumetti fantascientifica e grottesca Saga, illustrata da Fiona Staples. È inoltre uno degli sceneggiatori delle due serie televisive Lost e Under the Dome.

## Opere

### Marvel Comics
- 411 numero 2
- Cable numero 43
- Capitan America: Sentinella della Libertà numeri 5, 7

- Ka-Zar annual 1997
- Kingpin numero 7
- Mystique numeri 1 - 13
- Runaways (prima serie) numeri 1 - 18
- Runaways (seconda serie) numeri 1 - 24
- Spider-Man/Dottor Octopus: Negative Exposure numeri 1 - 5
- The Hood numeri 1 - 6
- Ultimate X-Men numeri 45 - 65; Annual numero 1
- Wha...Huh? numero 1
- Wolverine numero 131
- X-Men Icons: Ciclope numeri 1-4
- X-Men Icons: Chamber numeri 1-4
- X-Men 2 Movie Prequel: Wolverine
- Wolverine: Logan
- Dottor Strange: Il giuramento (The Oath, numeri 1-5, dicembre 2006-aprile 2007)

### DC Comics, Vertigo e WildStorm
- Batman numeri 588-590
- Batman: Gotham City Secret Files & Origins (storia di appendice)
- Detective Comics numero 787
- Ex Machina numeri 1 - 50
- Ex Machina Special Edition numeri 1 - 4
- Lanterna Verde e Adam Strange numero 1
- Lanterna Verde e Atom numero 1
- Lanterna Verde: cerchio di fuoco numeri 1-2
- JLA Annual numeri 4
- L'orgoglio di Baghdad
- Sins of Youth: Secret Files & Origins numeri 1
- Sins of Youth: Wonder Girls numero 1
- Superman Annual numeri 12
- Swamp Thing (terza serie) numeri 1 - 20
- Titans numeri 14
- Vertigo Secret Files & Origins: Swamp Thing numeri 1
- Vertigo: Winter's Edge numero 3
- Wonder Woman (seconda serie) numeri 160 - 161
- Young Justice numero 22
- Y - L'ultimo uomo sulla Terra numeri 1 - 60

### Dark Horse
- Buffy l'ammazzavampiri: ottava stagione numeri 6 - 8
- L'escapista numeri 1 - 6

### Image Comics
- Saga numeri 1-11 (in corso)
- Sentinelle d'inverno (We stand on guard), traduzione di Michele Foschini, illustrazioni di Steve Skroce, colori di Matt Hollingsworth, BAO, 2016  [2015], ISBN 978-88-6543-811-4.
- Paper Girls numeri 1-6

### Panel Syndicate
- The private eye (The private eye), traduzione di Michele Foschini, illustrazioni di Marcos Martin, colori Muntsa Vicente, BAO Publishing, 2017  [2013-2015], ISBN 978-88-6543-840-4.
- The Walking Dead Lo straniero (The Walking Dead Alien), traduzione di Stefano Menchetti, illustrazioni di Marcos Martin, toni di grigio Cliff Rathburn, SaldaPress, 2020  [2015], ISBN 978-88-6919-769-7.

## Televisione

### Sceneggiatore
- Lost – serie TV, 7 episodi (2007-2009)
- Under the Dome – serie TV, 13 episodi (2013)

## Premi e riconoscimenti
- Eisner Award nel 2005 come Miglior Scrittore e per la Miglior Nuova Serie (Ex Machina)
- Eisner Award nel 2006 5 nomination per: Miglior Scrittore, Miglior Numero Singolo, Miglior Serial, Miglior Serie Regolare, Miglior Storia Seriale.
- Miglior Scrittore nel 2006 per Wizard Magazine
- Eisner Award nel 2008 per Y - L'ultimo uomo sulla Terra
- Nominato agli Hugo Award nel 2009 per la miglior Storia a Fumetti per Y - L'ultimo uomo sulla Terra
- Eisner Award nel 2013 come Miglior Scrittore, Miglior Nuova Serie e Miglior Serie Regolare (Saga)